# Rogazioni

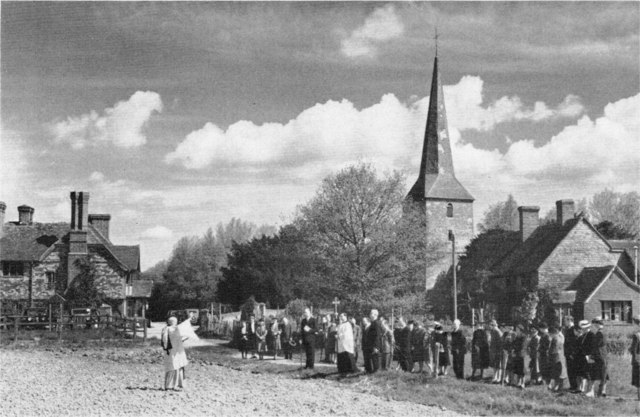
La celebrazione domenicale delle rogazioni ad Hever (Kent), nel 1967

Le rogazioni sono, nel cattolicesimo, processioni propiziatorie sulla buona riuscita delle seminagioni, arricchite di preghiere e atti di penitenza. Hanno la finalità di attirare la benedizione divina sull'acqua, il lavoro dell'uomo e i frutti della terra.
Si distinguono in "maggiori" nella giornata del 25 aprile e "minori" nei tre giorni che precedono la festa dell'Ascensione nel rito romano (lunedì, martedì e mercoledì dopo l'ascensione, celebrata di giovedì, nel rito ambrosiano). 

## Rogazioni dopo il Concilio Vaticano II
Il formulario delle così dette Rogazioni, prima dell'ultima riforma liturgica, era contenuto nei Rituali e, per quanto riguarda i canti relativi alla celebrazione, nel Liber Usualis dove il rimando era sempre alla pagina "In Litaniis majoribus et minoribus" e alla "Missa de Rogationibus". L'ultima riforma liturgica ha pubblicato il Rituale in volumi separati e nel De Benedictionibus (la cui editio typica del 1984, approvata da papa Giovanni Paolo II e giunta nel 2013 alla sua terza reimpressio) non sono presenti le Rogazioni.
Pur essendosi affievolita la tradizione, nel 1992 la Conferenza Episcopale Italiana nella sua edizione in lingua corrente del Benedizionale, prevede, in appendice, "alcuni suggerimenti e adattamenti riguardanti occasioni di particolare rilievo nella vita della comunità ecclesiale". Nella Appendice I, "in forza di consuetudini radicate in vari ambienti e circostanze di vita, sono inseriti alcuni formulari che intendono rispondere alle direttive della Conferenza Episcopale già date nel Messale Romano in italiano (p. LX) e a specifiche istanze delle comunità".

È il numero 1820 di questo libro liturgico, a funzione di praenotanda alla celebrazione, a spiegare il senso teologico e quando celebrarle: 
In tale spirito l'antica prassi viene rinnovata e valorizzata, sia nel quadro dell'anno liturgico sia nelle varie situazioni ecclesiali:

a) nella settimana di preghiera per l'unità dei cristiani;

b) in uno o più giorni prima dell'Ascensione o in un altro giorno adatto;

c) in occasione delle esposizioni solenni annuali dell'Eucaristia;

d) in occasione della giornata nazionale del ringraziamento;

d) in occasione di pellegrinaggi ai santuari.»

## Rogazioni minori
Si tengono nei tre giorni precedenti la festa dell'Ascensione.

L'usanza ha origini molto antiche e risale a un evento accaduto nella Gallia Lugdunense nel V secolo. Nell'anno 474 si abbatterono nel Delfinato varie calamità naturali e un terremoto. Mamerto, vescovo di Vienne (poi proclamato santo) chiese ai suoi fedeli di avviare un triduo di preghiera e di digiuno e stabilì di celebrare solenni e pubbliche processioni verso alcune chiese della diocesi. I tre giorni di penitenza si conclusero il giorno dell'Ascensione.

Questa "proposta" di preghiera che il vescovo fece alla popolazione venne chiamata «rogazione», dal latino rogatio, usato nell'antica Roma per indicare una proposta di legge nata dal popolo.

### La processione
Le processioni delle Rogazioni minori si svolgevano per tre mattine consecutive, nei giorni antecedenti la festa dell'Ascensione: lunedì, martedì e mercoledì (in quanto l'Ascensione cade sempre di giovedì). Il percorso, che prendeva inizio già alle 5-6 del mattino e si poteva snodare per diversi chilometri, era studiato in modo che tutto il territorio della parrocchia potesse, sia pure a distanza, essere visto.

Il punto di partenza era sempre la chiesa parrocchiale, ma ogni giorno veniva seguito un percorso differente, che giungeva fino ad un punto prestabilito, un luogo significativo del territorio della parrocchia (spesso segnalato da una santella o capitello), in mezzo ai campi.
In testa al corteo stavano le Confraternite maschili (ad esempio i disciplini) con le loro insegne, seguiva quindi il clero (chierici, seminaristi, diaconi e sacerdoti). Dietro, le donne, i bambini e in fondo gli uomini. Il sacerdote (che indossava paramenti viola) presiedeva il rito. Non si accendeva il cero pasquale.

Durante il cammino si recitava una preghiera di gruppo: il sacerdote intonava le Litanie dei santi; non appena si giungeva nei punti prestabiliti, la processione si fermava, il chierico alzava la croce e, rivolgendosi ai punti cardinali, recitava le invocazioni delle litanie: A fùlgure et tempestàte; A flagèllo terraemótus; A peste, fame et bello… a cui la popolazione rispondeva Libera nos Domine.

Il sacerdote concludeva la celebrazione proclamando gli oremus finali previsti dalle Litanie dei Santi e dalla "Messa delle Rogazioni" (nella quale non si recita né il Gloria né il Credo).

### LaMissa de Rogationibus
Dopo la processione, pure alla fine degli altri oremus particolari, si celebra la Messa delle Rogazioni come votiva di II classe. Se questa fosse impedita, si celebra quella del giorno che la sostituisce e si considera come parte integrante dell'intera celebrazione. Litanie e Messa costituiscono un tutt'uno tanto che può essere celebrata una sola Missa de Rogationibus al giorno. Prima della celebrazione della Messa, in questo caso, si omettono le preghiere ai piedi dell'altare. 
Il proprio della Missa è così composto:
- Introito: Exaudivit
- Alleluia: Confitemini
- Offertorio: Confitebor Domino
- Comunione: Petite

## Rogazioni maggiori
Si tengono il 25 aprile, festa di san Marco.

Le rogazioni maggiori hanno un'origine ancora più antica. Si rifanno a una ricorrenza pagana, le Ambarvalia. I riti dell'Ambarvalia comprendevano processioni fatte allo scopo di propiziare il buon esito dell'annata agraria. Nel corso della processione si elevavano preghiere alla dea Cerere.

L'ambarvale più importante era quella che si teneva nel giorno del calendario corrispondente al 25 aprile. Tale pratica idolatrica cessò quando fu trasformata in rito cristiano da papa Liberio (325-366). Ancora alla fine del secolo, però, la celebrazione era radicata nella popolazione pagana: emblematico fu il martirio di Sisinnio, Martirio e Alessandro, missionari della Val di Non, a Sanzeno, il 29 maggio 397, che tentarono di dissuadere le genti locali dal praticare riti sacrileghi.
Nel 511 il concilio di Orleans o Aurielianense (era allora papa Simmaco) consolidò la pratica svolta a Vienne, introducendo però una modifica: venne aggiunta l'astensione dal lavoro, anche per servi e ancelle, per incrementare il numero dei partecipanti e dedicare totalmente tre giorni alla preghiera e al digiuno.
Alla fine del VI secolo, durante il papato di san Gregorio Magno, la Chiesa cristianizzò definitivamente queste processioni pagane. Gregorio stesso, nel suo Sacramentario, definì questo rito "Litania maggiore" (Litania quae maior appellatur). In seguito venne effettuata la distinzione che conosciamo oggi tra le Litanie maggiori, recitate il giorno di San Marco, il 25 aprile, e Litanie minori, acclamate in processione il lunedì, il martedì e il mercoledì prima della festa dell'Ascensione.

In Francia il rito fu riconosciuto e approvato anche dagli imperatori Carlo Magno e Carlo il Calvo.

Nella città di Roma il rito fu introdotto da papa Leone III, nell'anno 816; ben presto l'uso fu esteso a tutta la cristianità. Da quel momento in poi, le rogazioni divennero una pratica diffusa in tutte le parrocchie, con le stesse finalità penitenziali, allo scopo di chiedere la protezione divina sul lavoro dei campi, sia per tenere lontane le calamità naturali che potessero nuocere alle colture (ghiacciate invernali, alluvioni, siccità), sia per garantire un raccolto sufficiente a sfamare le famiglie. A fianco del rito, si sviluppò nelle campagne una tradizione che dura ancora oggi: i contadini fabbricavano delle croci con i rami potati delle colture, che venivano adornate con rametti d'olivo pasquale benedetto; poi venivano piantate nei campi per proteggerli dalle calamità naturali.